# Лизеганг, Рафаэль Эдуард
Рафаэль Эдуард Лизеганг (нем. Raphael Eduard Liesegang, 1 ноября 1869, Эльберфельд — 13 ноября 1947, Бад-Хомбург) — немецкий химик и предприниматель, первооткрыватель образования периодических структур («колец Лизеганга») как проявления самоорганизации в химических системах.

## Биография
Рафаэль Лизеганг родился в Эльберфельде в семье фотографа Пауля Эдуарда Лизеганга. После смерти деда в 1871 году семья переехала в Дюссельдорф с целью продолжения семейного бизнеса — сети фотоателье.
В детстве Лизеганг мечтал стать художником, брал уроки рисования, однако отец был против, понимая, что сыну недостаёт таланта. Мальчик крайне слабо учился в школе, часто пропуская занятия и не выполняя домашнюю работу. В третьем классе он с трудом справлялся с элементарными арифметическими операциями; в шестом — был не в силах читать вслух или заучить стихотворение, хотя и понимал его смысл. Притом учителя отмечали его отличную память. После года частных уроков он был определён в гимназию, которую окончил в 1887 году с весьма скромными успехами.
После окончания гимназии Лизеганг изучает теорию и практику фотографии, а потом на год переезжает в Висбаден, слушая лекции по аналитической химии К. Фрезениуса. В 1888 году он отправился изучать химию во Фрайбургский университет, где выполнил свои первые научные работы по светочувствительности солей серебра, а в 1891 году опубликовал статью об электрическом телевидении (задолго до открытия электрона). Курс университета остался неоконченным.
С 1892 года Лизеганг начинает работу на фабрике Ed. Liesegang oHG своего отца, выпускавшей оптическое оборудование и фотореактивы. Здесь он трудится над химическими проблемами фотографического процесса и публикует целый ряд работ в этой области. В 1896 году он сообщает о наблюдении периодических структур осадков в желатине, которые В. Оствальдом позднее были названы «кольцами Лизеганга».
После смерти отца в 1896 году он вместе с двумя братьями стал собственником фабрики. По его инициативе началось сначала ручное, а позже машинное производство фотобумаги Zelloidinpapieres. В 1907 году Лизеганг продаёт свою долю в предприятии компании AGFA, ставшей крупнейшим в Европе производителем фототоваров. После ухода Рафаэля фабрика, сохранившая фамильное название, стала известным производителем проекционного оборудования.
В 1908 году Лизеганг отправляется в Зенкенбергский музей во Франкфурте-на-Майне, где он совместно с неврологом Л. Эдингером разрабатывает метод исследования тонкой ветви нейронов с помощью окрашивания Гольджи.
После Первой мировой войны благодаря известности своей научной деятельности в области биофизики он стал сотрудником Института кайзера Вильгельма во Франкфурте-на-Майне (1921), а в 1937 году — директором научно-исследовательского института коллоидов (Institut für Kolloidforschung). В 1944 году институт был переведен в Бад-Хомбург.
Рафаэль Лизеганг прекратил свою неустанную работу только за день до своей кончины 13 ноября 1947 года от инфаркта лёгкого.

## Научная работа
Кое-как окончив школу и не получив систематического образования, будучи по сути дилетантом, Лизеганг поражал современников широтой интересов, остроумными экспериментами с использованием простейших средств и изобретениями в самых разных областях. По остроумному выражению В. Оствальда, он был «многовариантной системой».
Его интересовало буквально всё: химия, оптика, медицина, электротехника, история, ботаника, геология, минералогия, проекционная техника, философия, фотография и т. д. Ещё в школьные годы он приобрёл голландский учебник по грамматике малайского языка и перевёл его на немецкий язык.

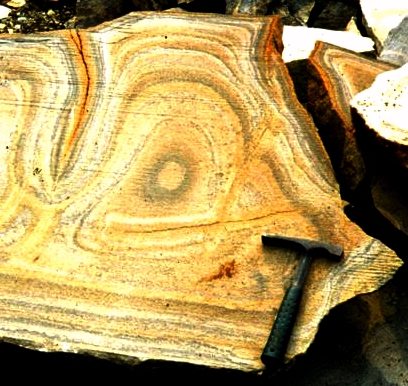
Слои Лизеганга в песчанике

Лизеганг опубликовал более 800 научных статей и книг, стихотворные сборники, 14 драматических произведений. Среди его работ есть статьи о возможности телевидения, о причинах возникновения силикоза, о роли углекислого газа в жизни растений, свойствах аэрозолей, о механизме чёрно-белых и цветных фотографических процессов, о прообразе хромосомной теории и т. д. Он также принимал участие в развитии методов капиллярного анализа, являлся предшественником бумажной хроматографии.
Больше всего учёный известен в науке открытием явления, наблюдаемого во многих, если не во всех, химических системах, подвергающихся реакции осаждения при определённых концентрациях и в отсутствие конвекции. Это явление получило название «кольца Лизеганга» в честь первооткрывателя. Он не был первым человеком, наблюдавшим эффект, но первым осуществил целенаправленные исследования в этой области. Первая его статья была опубликована в «Архиве фотографической химии», учреждённом им самим. Лизеганг увлёкся этим явлением и почти полвека посвятил изучению периодических химических явлений, уточняя свои эксперименты и предлагая новые, став одним из основоположников учения о самоорганизации в неравновесных системах. Его основные работы опубликованы в «Kolloid Zeitschrift» и «Nature».